# 사샤 다완
사샤 다완(Sacha Dhawan, 1984년 4월 1일 ~ )는 인도계 영국인 배우이다.

## 출연 작품
- 낫 세이프 포 워크 (2015)
- 인 더 클럽 시즌1 (2014)
- 애프터 어스 (2013)
- 걸 셰이프트 러브 드러그 (2012)
- 에드윈 드루드의 비밀 (2012)
- 아웃소스드 (2010)
- 스플린터드 (2010)
- 심해원정대 오르페우스호 (2010)
- 히스토리 보이스 (2006)